# Померій

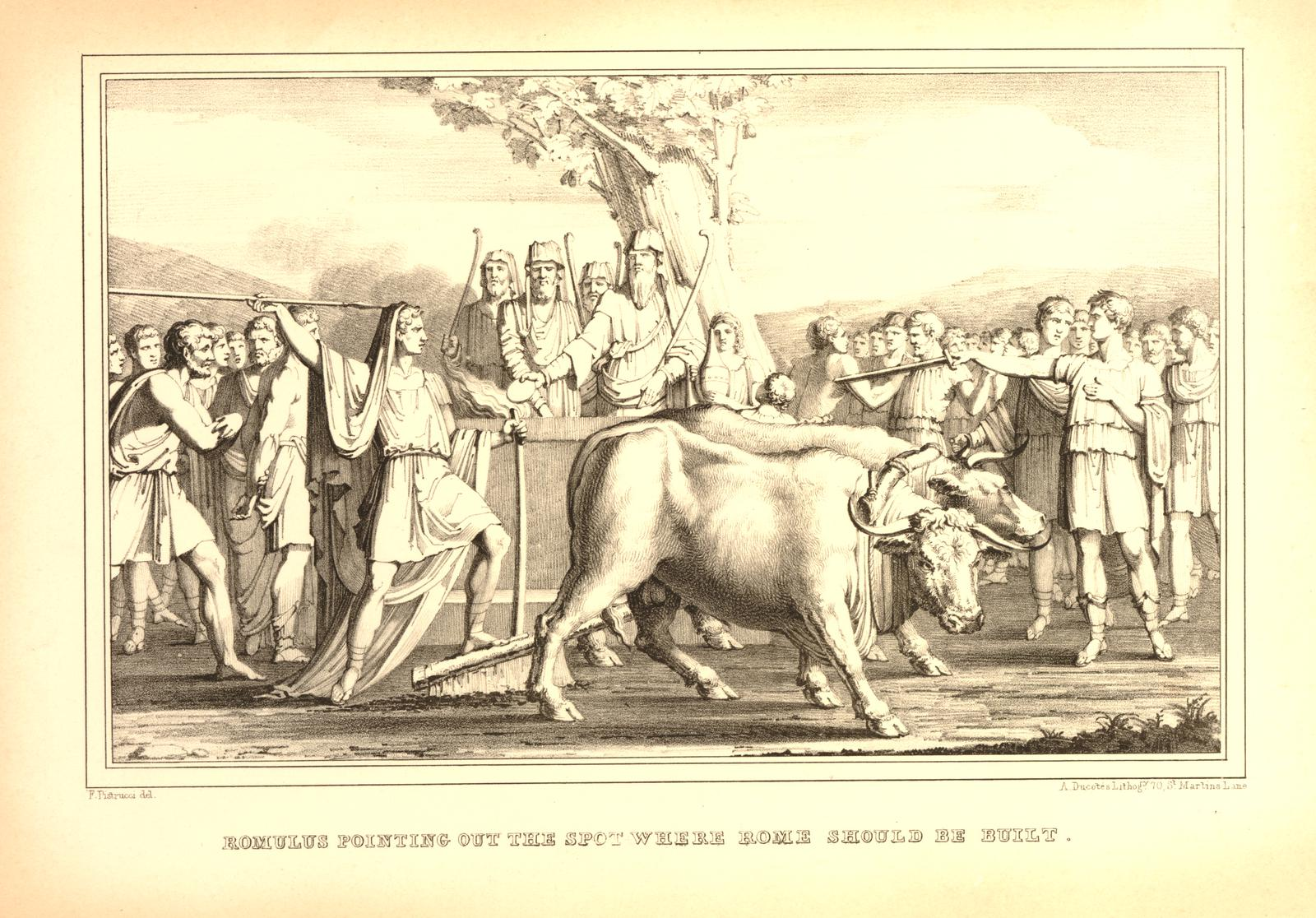
Ромул прокладає борозну під час заснування Риму, використовуючи плуг із бронзовим лемішем. Літографія ХІХ ст.

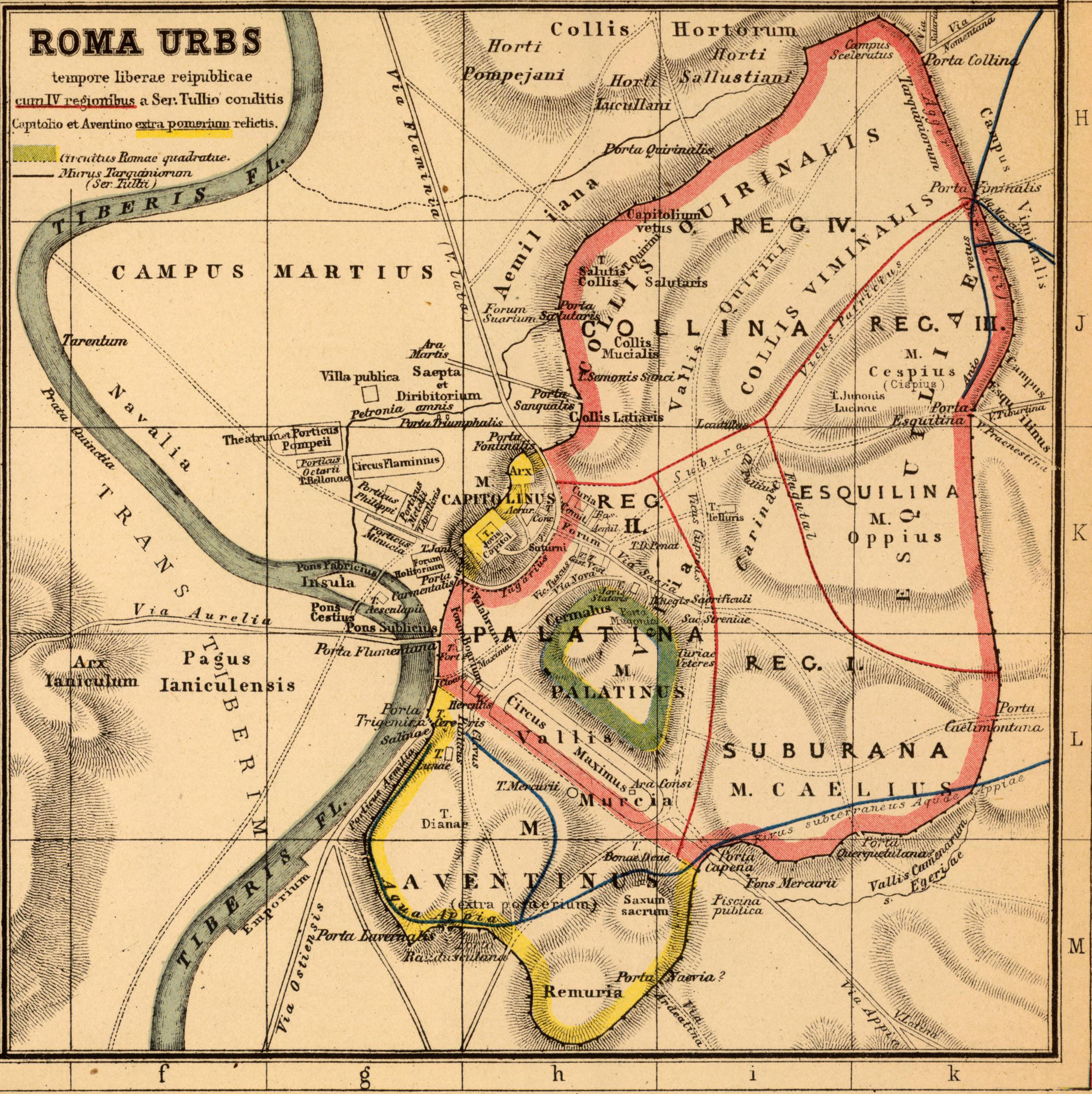
Мапа Рима доби республіки. Померій позначений рожевим; Капітолій й Авентин, розташовані за межею, — жовтим

Померій (лат. Pomerium) — священні межі Рима та римських міст, кордони міста, відмежованого від прилеглої території лінією каменів (кипів), сакральна лінія, встановлена у зв'язку з демаркацією меж щойно заснованого міста під час здійснення ритуалу етруського або, можливо, східного походження.
У давньоримську добу під час заснування міст здійснювали особливий ритуал прокладання первісної борозни. Жерці запрягали волів й проорювали межу навколо майбутнього поселення.
У межах міста діяли особливі правила, такі як заборона на поховання (Закони Дванадцяти таблиць). Померій залишався незмінним до диктатури Сулли; за імператора Клавдія було розширено (про те свідчать Тацит і Lex de imperio Vespasiani). Авл Гелій повідомляє також про розширення меж міста за імператорів Августа, Нерона і Траяна.
Померій не був муром, але законним і перш за все релігійним кордоном, лінію міста відзначали лише білі камені. Полководцю в озброєнні і зі своїми солдатами дозволялося входити на територію всередині померія тільки в разі тріумфа, щоб принести жертви богам.
Побудована в 275 році Авреліановим муром включила в себе території, що раніше розташовувалися за померієм, а з християнізацією імперії померій остаточно втратив своє значення.